# Buga (Kolumbien)
Buga ist eine Gemeinde (Municipio) im Departamento Valle del Cauca in Kolumbien. Der vollständige Name ist Guadalajara de Buga. Die "Ciudad Señora", wie sie auch genannt wird, ist vor allem aufgrund ihrer "Basílica del Señor de los Milagros" bekannt.

## Geographie
Buga liegt in der Subregion Centro im Valle del Cauca. Das Gebiet der Gemeinde besteht aus zwei Zonen, einer Flachlandzone am Ufer des Río Cauca und einer Gebirgszone in der Zentralkordillere der Anden und liegt zwischen 969 und 4210 Metern. Die Gemeinde grenzt im Norden San Pedro und Tuluá, im Osten an Chaparral und Rioblanco im Departamento Tolima, im Süden an Ginebra, Guacarí und El Cerrito und im Westen an Yotoco.

## Bevölkerung
Die Gemeinde Buga hat 114.316 Einwohner, von denen 98.702 im städtischen Teil (cabecera municipal) der Gemeinde leben (Stand: 2019).

## Geschichte
Buga, die 400-jährige Stadt des Valle del Cauca und damit eine der ältesten Kolumbiens, wurde laut Historikern viermal gegründet, jeweils an verschiedenen Orten und zu verschiedenen Zeiten.
Die erste Gründung, deren Datum unbekannt ist, wurde vom Statthalter (Gouverneur) Sebastián de Belalcázar angeordnet.
Die zweite Gründung 1554–1555 unter dem Namen "Nueva Jerez de los Caballeros" geschah auf Anordnung von Pedro Fernández del Busto und wurde von Giraldo Gil de Estupiñán ausgeführt.
Die dritte Gründung 1557–1559 fand unter Statthalter Luis de Guzmán statt und wurde durchgeführt von Rodrigo Díez de Fuenmayor. Die Stadt erhielt den Namen Guadalajara de Buga. Der Standort war im Tal Valle de Tunessi.
Die Verlagerung und Neugründung der Stadt fand am 4. März 1570 statt und wurde von Statthalter Álvaro de Mendoza y Carvajal befohlen und ausgeführt. Er taufte die Stadt "Guadalajara de Nuestra Señora de la Victoria de Buga".
Endgültig wurde die Stadt an ihren heutigen Ort 1573 unter Statthalter Jerónimo de Silva von Beltrán de Unzueta verlegt. Seit diesem Zeitpunkt besitzt die Stadt ihren heutigen Namen Guadalajara de Buga.
Buga wurde 1887 zur Gemeinde ernannt.
Auf dem Gebiet der Gemeinde Buga stürzte 1995 American-Airlines-Flug 965 ab. Von den 163 Personen an Bord starben 159.

## Religion
In Buga hat das Bistum Buga seinen Sitz. Die wichtigste Kirche des Bistums ist die Basílica del Señor de los Milagros de Buga, die Ziel zahlreicher Wallfahrten ist. Der Kathedrale des Bistums ist aber die Catedral San Pedro Apóstol.
|  |  |

## Persönlichkeiten

### Söhne und Töchter der Stadt
- Bernardo Romero Lozano (1909–1971), Schauspieler und Regisseur
- Luis Díaz (1945–2021), Radsportler
- Angelino Garzón (* 1946), Politiker
- John Freddy García (* 1974), Radrennfahrer
- Lizsurley Villegas (* 2003), BMX-Freestyle-Fahrerin
- Queensaray Villegas (* 2003), BMX-Freestyle-Fahrerin